# Tour de Francia 1913

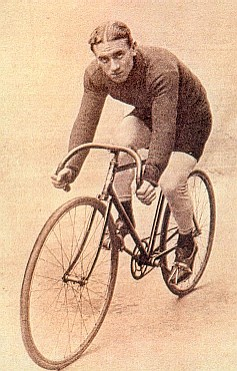
Philippe Thys, vencedor del Tour de Francia de 1913

El 11.º Tour de Francia se disputó entre el 29 de junio y el 27 de julio de 1913 con un recorrido de 5388 km. dividido en 15 etapas.
La carrera fue ganada por el  belga Philippe Thys, que completó la carrera a una velocidad media de 26,715 km / h.  
Thys basó la victoria en la sexta etapa, con final en Bagnères-de-Luchon, en al que Eugène Christophe rompió el cuadro de la bicicleta y perdió varias horas al tener que repararla él mismo. En la última etapa Thys tuvo problemas mecánicos, y solucionó el problema con ayuda, lo que le supuso una penalización de 10 minutos, que no lo afectaron en la clasificación final.
Durante la carrera el equipo Peugeot mostró una gran superioridad, incluso teniendo en cuenta que el resto de equipos se unían para intentar batirlos. Al final, tres corredores del equipo alcanzaron las tres primeras posiciones en el podio.
Entre 1905 y 1912 la clasificación general se calculó por puntos, pero en 1913 se volvió a calcular como en la edición de 1903, cuando fue calculada a partir de la suma de los tiempos de las diferentes etapas. A partir de esta edición no se ha modificado la forma de calcular la general.

## Cambios respecto a la edición anterior
En 1905 la organización del Tour había decidido cambiar el sistema de clasificación, pasando de una clasificación por tiempo a una clasificación por puntos, para así intentar reducir el fraude que se había producido entre los cuatro primeros clasificados de la edición de 1904 y que obligó a descalificarlos. En el Tour de 1912 este sistema de clasificación había jugado en contra de las aspiraciones de Eugène Christophe, que habría liderado la carrera hasta la última etapa, cuando permitió la escapada de un grupo en el que esstaba el líder, por no tener ninguna posibilidad de recuperar los puntos que tenía en contra. Resultado de ello, la organización decidió modificar el sistema de clasificación, pasando a tener en cuenta los tiempos obtenidos por cada ciclista al finalizar las diferentes etapas, siendo el vencedor el ciclista que menos tiempo requería para terminar la carrera.
Por primera vez en la historia del Tour el recorrido de la carrera se hace en el sentido contrario a las agujas del reloj, pasando primero por los Pirineos y posteriormente por los Alpes.
Por segunda vez el Tour saldría del estado francés, ya que la undécima etapa terminaría en Ginebra (Suiza). En años anteriores la carrera había llegado hasta Metz, territorio reclamado por Francia, pero en aquellos años bajo dominio alemán.

## Participantes
En la edición del Tour de 1913 fueron 140 los ciclistas que tomaron la salida. De estos, 51 estaban integrados en 9 equipos, con todos los favoritos a la victoria final. Los otros 89 ciclistas formaban parte de la categoría isolés. 
Hasta seis vencedores del Tour de Francia toman la salida en París: Louis Trousselier, Lucien Petit-Breton, François Faber, Octave Lapize,  Gustave Garrigou y Odile Defraye.
En esta edición toma parte el primer ciclista africano, el tunecino Ali Neffati. Neffati había sido descubierto por el organizador del Tour Henri Desgrange, y posteriormente fue chofer de L'Auto, el diario que organizaba el Tour de Francia.

## Desarrollo de la carrera
En las primeras etapas no hubo mucho movimiento entre los principales favoritos de la clasificación general, ya que la mayoría preferían ahorrar fuerzas de cara a los Pirineos. La primera etapa fue ganada por el italiano Giovanni Micheletto al sprint, siendo éste el primer líder de la carrera. Micheletto no formó parte del grupo de cabeza en la segunda etapa por culpa de un pinchazo en los últimos kilómetros, 
lo que supuso un cambio de líder y cuatro ciclistas, que habían llegado juntos en las dos etapas disputadas, compartían el liderato.
Durante la tercera etapa destacan los abandonos de Charles Crupelandt, Maurice Brocco, Giovanni Micheletto, primer líder de esta edición, y sobre todo Octave Lapize, vencedor de la edición de  1910, que consideraba que estaba ganando poco dinero. El abandono de Lapize significó la retirada de sus compañeros de equipo en la cuarta etapa, la más larga de la edición con 470 km, entre Brest y La Rochelle, la que se disputó con bicicletas de piñón fijo, lo que aún la endureció más.
Tratando de evitar las llegadas masivas la organización decidió que en la quinta etapa los ciclistas organizados en equipos tomarían la salida 15 minutos antes de que los que corrían como isolés. Esto espoleó a los isolés y finalmente tres de estos ciclistas ocuparon las primeras plazas de la etapa, siendo el vencedor Henri van Lerberghe.

Eugène Christophe reparando su bicicleta en el Tour de 1913.

La etapa clave de esta edición fue la sexta, con final en Bagnères-de-Luchon, y el paso por los difíciles puertos del Col d'Aubisque, el Tourmalet, el Aspin y el Peyresourde. Al comenzar la etapa Odile Defraye lideraba la carrera con cinco minutos sobre  Christophe. Defraye pronto pierde contacto con el resto de favoritos, entre los que estaba Christophe, que pasa en primera posición por el Col d'Aubisque. Con él se mantienen Thys, Buysse, Garrigou, Engel, Spiessens y Rossius. En la ascensión al Tourmalet, Thys y Christophe toman la iniciativa, dejando atrás el resto de corredores. Simultáneamente, el líder de la carrera, Odile Defraye, abandona por una avería mecánica y tener inflamado el gemelo de la pierna derecha. Esto dejó el liderato en manos de Cristophe, el cual coronó tras Thys el Tourmalet, pero en el descenso rompió la horquilla de la bicicleta. Las normas del momento impedían cambiar de bicicleta y obligaban a los ciclistas a hacer ellos mismos las reparaciones. Christophe tuvo que bajar andando 14 km hasta Sainte-Marie-de-Campan, donde un herrero le cedió la forja para que reparara la bicicleta, siempre bajo la atenta mirada de un comisario de la carrera. En esta reparación perdió tres horas y cincuenta minutos y todas las opciones a victoria final. 
Thys ganó la etapa con casi 18 minutos sobre Buysse y media hora sobre Garrigou, pasando a ser el nuevo líder de la carrera. El liderato fue efímero, ya que en la séptima etapa, con final en Perpiñán, el paso por los cuellos de Portet de Aspet, Port y del Col de Puymorens y disputada bajo unas condiciones meteorológicas muy adversas Buysse ganó la etapa y consiguió el liderato.
Buysse perdió el liderato en la novena etapa, cuando una caída le provocó la rotura del manillar que le obligó a ir a pie por 16 km hasta Cannes, donde pudo arreglarla. Esto le supuso perder cerca de tres horas y media y toda posibilidad de victoria en la general. La etapa fue ganada por Firmin Lambot, que llegó en solitario a Niza, mientras el liderato volvió a manos de Thys. 
A partir de este punto la carrera se centró en el duelo entre Thys y Petit-Breton. En la décima etapa, con el paso por el Col d'Allos, ambos fueron escapados durante buena parte de la etapa, pero finalmente fueron superados por François Faber y Garrigou, mientras en la undécima, con el paso por el Galibier, Buysse fue el vencedor, seguido a pocos minutos para Thys y Petit-Breton. Buysse también ganó la duodécima etapa, mientras Faber fue el vencedor de la decimotercera. En ambas etapas Petit-Breton consiguió reducir las diferencias respecto a Thys, pasando a ser el segundo de la general.
En la decimocuarta etapa Petit-Breton sufrió una caída que le obligó a abandonar, mientras Thys vio como se le rompía la horquilla de la bicicleta y tenía que hacer 3 km a pie hasta Lille, donde fue ayudado a arreglarla. Esto le supuso una penalización de 10 minutos y que conservara el liderato por solo 8 '37" con respecto a Gustave Garrigou. En la última etapa, ganada nuevamente por Buysse, no se produjeron cambios significativos y Thys consiguió la victoria final.
Si la clasificación se hubiera hecho por puntos, como en las ediciones precedentes, el vencedor final habría sido Garrigou con 45 puntos, seguido por Buysse con 48 y Thys con 57.
El Tour empieza a tener fervor popular. 200.000 parisinos se acercan a ver la última etapa, mientras que 20.000 se congregan en el Parque de los Príncipes, formando una auténtica guardia de honor a los corredores, desde Poissy hasta el acceso al parque.

## Etapas
| Etapa | Fecha       | Recorrido                  | Distancia (km) | Ganador             | Líder               |
| ----- | ----------- | -------------------------- | -------------- | ------------------- | ------------------- |
| 1.ª   | 29 de junio | París - Le Havre           | 388            | Giovanni Micheletto | Giovanni Micheletto |
| 2.ª   | 1 de julio  | Le Havre - Cherburgo       | 364            | Jules Masselis      | Jules Masselis      |
| 3.ª   | 3 de julio  | Cherburgo - Brest          | 405            | Henri Pélissier     | Odile Defraye       |
| 4.ª   | 5 de julio  | Brest - La Rochelle        | 470            | Marcel Buysse       | Odile Defraye       |
| 5.ª   | 7 de julio  | La Rochelle - Bayona       | 379            | Henri van Lerberghe | Odile Defraye       |
| 6.ª   | 9 de julio  | Bayona - Luchon            | 326            | Philippe Thijs      | Philippe Thijs      |
| 7.ª   | 11 de julio | Luchon - Perpiñán          | 324            | Marcel Buysse       | Marcel Buysse       |
| 8.ª   | 13 de julio | Perpiñán - Aix-en-Provence | 325            | Gustave Garrigou    | Marcel Buysse       |
| 9.ª   | 15 de julio | Aix-en-Provence - Niza     | 356            | Firmin Lambot       | Philippe Thijs      |
| 10.ª  | 17 de julio | Niza - Grenoble            | 333            | François Faber      | Philippe Thijs      |
| 11.ª  | 19 de julio | Grenoble - Ginebra         | 325            | Marcel Buysse       | Philippe Thijs      |
| 12.ª  | 21 de julio | Ginebra - Belfort          | 335            | Marcel Buysse       | Philippe Thijs      |
| 13.ª  | 23 de julio | Belfort - Longwy           | 325            | François Faber      | Philippe Thijs      |
| 14.ª  | 25 de julio | Longwy - Dunkerque         | 393            | Marcel Buysse       | Philippe Thijs      |
| 15.ª  | 27 de julio | Dunkerque - París          | 340            | Marcel Buysse       | Philippe Thijs      |

## Clasificación general
Los tiempos obtenidos por cada ciclista en las diferentes etapas se suman para completar la clasificación general. El ciclista con el menor tiempo acumulado después de la última etapa era el ganador. De los 140 ciclistas que tomaron la salida sólo lo acabaron 25.
| Clasificación general |                    |             |                    |
| Ciclista              | Ciclista           | Equipo      | Tiempo             |
| --------------------- | ------------------ | ----------- | ------------------ |
| 1.º                   | Philippe Thys      | Peugeot     | 197 h 54 min 00 s  |
| 2.º                   | Gustave Garrigou   | Peugeot     | + 8 min 37 s       |
| 3.º                   | Marcel Buysse      | Peugeot     | + 3 h 30 min 55 s  |
| 4.º                   | Firmin Lambot      | Griffon     | + 4 h 12 min 45 s  |
| 5.º                   | François Faber     | Peugeot     | + 6 h 26 min 04 s  |
| 6.º                   | Alfons Spiessens   | J.B. Louvet | + 7 h 57 min 52 s  |
| 7.º                   | Eugène Christophe  | Peugeot     | + 14 h 06 min 35 s |
| 8.º                   | Camillo Bertarelli | —           | + 16 h 21 min 38 s |
| 9.º                   | Joseph Van Daele   | J.B. Louvet | + 16 h 39 min 53 s |
| 10                    | Emile Engel        | Peugeot     | + 16 h 52 min 34 s |

| Clasificación final (11–25) |                     |             |                    |
| Ciclista                    | Ciclista            | Equipo      | Tiempo             |
| --------------------------- | ------------------- | ----------- | ------------------ |
| 11.º                        | Louis Trousselier\| | J.B. Louvet | + 18 h 11 min 13 s |
| 12.º                        | Jules Deloffre      | —           | + 18 h 31 min 31 s |
| 13.º                        | Clemente Canepari   | J.B. Louvet | + 19 h 11 min 13 s |
| 14.º                        | Paul Deman          | Automoto    | + 19 h 27 min 02 s |
| 15.º                        | Vincent Dhulst      | —           | + 20 h 10 min 12 s |
| 16.º                        | Louis Petitjean     | —           | + 22 h 00 min 27 s |
| 17.º                        | Paul Hostein        | Peugeot     | + 25 h 41 min 06 s |
| 18.º                        | Maurice Leliaert    | —           | + 26 h 18 min 25 s |
| 19.º                        | Jean Alavoine       | Peugeot     | + 27 h 43 min 47 s |
| 20.º                        | Giuseppe Contesini  | —           | + 30 h 37 min 34 s |
| 21.º                        | Louis Coolsaet      | —           | + 31 h 46 min 50 s |
| 22.º                        | Achille De Smet     | —           | + 54 h 44 min 07 s |
| 23.º                        | Charles Dumont      | —           | + 64 h 33 min 55 s |
| 24.º                        | Celidonio Morini    | —           | + 76 h 31 min 47 s |
| 25.º                        | Henri Alavoine      | —           | + 76 h 55 min 52 s |

### Otras clasificaciones
Camillo Bertarelli, clasificado en octava posición, ganó la categoría de los  "isolés". 
La clasificación de los  "isolés" se calculaba al igual que la clasificación general, pero solo con los resultados de etapa obtenidos por los ciclistas que corrían en esta categoría.
El diario organizador de la carrera,  L'Auto  llamó a Philippe Thys el  meilleur grimpeur , el mejor escalador. Este título no oficial es el predecesor de la clasificación de la montaña.